# Криптохіл кільчастий
Криптохіл кільчастий (Cryptocheilus alternatus) — вид комах з родини Pompilidae. 

## Морфологічні ознаки
Голова, вусики, передня частина грудей руді, крила золотисто-жовті з темною каймою на вершині, черевце чорне з широкими жовтими перев’язками. Довжина тіла — 25–30 мм.

## Поширення
Один з 14-ти видів роду Cryptocheilus у фауні України. Ареал охоплює Східне Середземномор'я, Закавказзя, Середню Азію. В Україні знайдений тільки в Криму. 

## Особливості біології
Дає 1 генерацію на рік. Мешкає на ксерофітніх ділянках на кам’янистих схилах балок та біля підніжжя гір. Літає з середини червня до вересня. Імаго — антофіли, живляться нектаром квітів (переважно зонтичних, складноцвітих, молочайних). Гнізда будують в щілинах між камінням. Личинки живляться паралізованими великими павуками (тарантулами та ін.).

## Загрози та охорона
Загрози: руйнування сприятливих для існування виду стацій через господарську діяльність людини.
Треба докладніше вивчити особливості біології виду, виявити і взяти під охорону місця його перебування. Охороняється в Карадазькому та Опукському ПЗ.